# بازاریابی با رسانه‌های اجتماعی

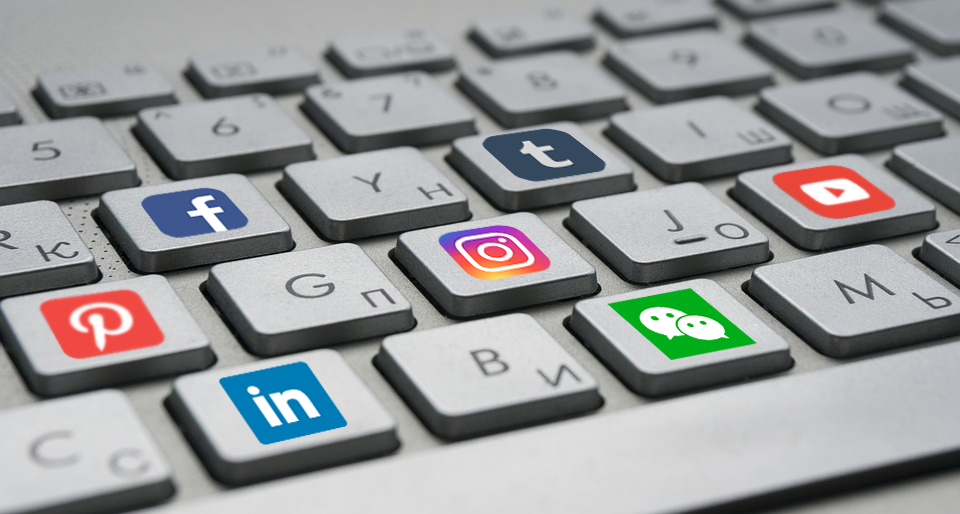
رسانه های اجتماعی

## بازاریابی در شبکه‌های اجتماعی (سوشال مدیا مارکتینگ) چیست؟
بازاریابی رسانه‌های اجتماعی، عبارت است از استفاده از ابزار هایی چون روزنامه‌نگاری برند، برای افزایش ترافیک یا ورودی وب‌سایت یا کسب توجه به یک موضوع از طریق رسانه‌های اجتماعی. برنامه‌های بازاریابی رسانه‌های اجتماعی معمولاً بر تلاش برای ایجاد محتوایی متمرکز هستند که به واسطه آن بتوانند توجه مخاطبین را در آن پلتفرم‌ها جلب و خوانندگان را تشویق به اشتراک‌گذاری آن در بین رسانه‌های اجتماعی کنند. تبلیغ دهان به دهان الکترونیکی (eWoM) به هرگونه اظهار نظری اشاره دارد که مصرف‌کنندگان از طریق اینترنت (به عنوان مثال وب‌سایت‌ها، رسانه‌های اجتماعی، پیام‌های فوری، فیدهای خبری)، در رابطه با یک رخداد، کالا، خدمات، برند یا شرکت به اشتراک می‌گذارند.
محتواهایی که به‌صورت مستقیم یا غیرمستقیم در راستای تبلیغات دهان به دهان تولید می‌شوند، محتواهای  User-generated content می‌گویند. طبق آمار منتشر شده توسط Synup  در خاورمیانه، محتوای UGC تا ۸.۷ برابر بیشتر از محتوای خود برند تعامل ایجاد می‌کنه!

زمانی که پیام اشاره شده از کاربری به کاربر دیگر پخش و بر فرض پیچیده شود، چون از یک منبع شخص ثالث و موثق می‌آید، نتیجه آن شکل‌گیری نوعی بازاریابی در رسانه به دست آورده شده در عوض رسانه‌های پولی است.
«Social media is about sociology and psychology more than technology.»
«رسانه‌های اجتماعی بیشتر از آنکه درباره فناوری باشند، درباره جامعه‌شناسی و روان‌شناسی‌اند.»
— برایان سولیس (Brian Solis) از شناخته‌شده‌ترین چهره‌ها در حوزه‌ی رفتار مصرف‌کننده در عصر دیجیتال و بازاریابی نوین

## حضور و فعالیت کاربران ایرانی در شبکه‌های اجتماعی در سال 1403
با استناد به گزارش بررسی «رفتار کاربران ایرانی در شبکه‌های اجتماعی» که توسط دیتاک منتشر شد و کلان داده‌های آن (شامل بیش از ۲ میلیارد رکورد، از منابع مختلف در شبکه‌های اجتماعی و رسانه‌های آنلاین) مربوط به سال 1403 می‌توان حضور و فعالیت کاربران ایرانی در سوشال مدیاها بدین شرح است:
بر اساس داده‌های ارائه‌شده، اینستاگرام در ایران با ۴۶ میلیون کاربر ثبت‌نامی و ۳۱ میلیون کاربر فعال، یکی از پرکاربردترین شبکه‌های اجتماعی به شمار می‌آید. پس از آن، تلگرام با ۶۰ میلیون کاربر ثبت‌نامی، ۲۴ میلیون کاربر فعال دارد که نشان‌دهنده محبوبیت بالای آن در میان کاربران ایرانی است.
کاربران ثبت نامی لینکدین در ایران تقریبا 500 هزار نفر (معادل 0.1% جهان با تعداد 500 میلیون کاربر) برآورد می‌شوند و کاربران ایرانیِ فعال این شبکه‌اجتماعی طبق نتایج تحقیقات عرفان سعیدی (مدرس لینکدین مارکتینگ) حدود 150 هزار نفر برآورد می‌شوند.
ایتا، به‌عنوان یکی از پیام‌رسان‌های بومی، دارای ۲۰ میلیون کاربر ثبت‌نامی و ۱۷ میلیون کاربر فعال است. روبیکا نیز طبق ادعای مسئولان، ۳۷ میلیون کاربر ثبت‌نامی دارد، اما تعداد کاربران فعال آن ۱۶ میلیون نفر اعلام شده است.
پیام‌رسان بله با ۱۷ میلیون کاربر ثبت‌نامی، تنها ۵ میلیون کاربر فعال را به خود اختصاص داده است. در نهایت، توییتر با ۶ میلیون کاربر ثبت‌نامی، تنها ۹۰۰ هزار کاربر فعال دارد و کمترین میزان فعالیت را در میان این پلتفرم‌ها نشان می‌دهد.
مناسبت‌ها و رویدادهای سالانه‌ای که بیشترین میزان بازدید محتوا را در شبکه‌های اجتماعی به خود اختصاص داده‌اند و میزان هزینه‌های انجام‌شده توسط کسب‌وکارها (بابت کمپین‌های تبلیغاتی مناسبتی) به شرح زیر است:
۱. عید نوروز با ۹ میلیارد تومان بیشترین میزان تراکنش را به خود اختصاص داده است.
۲. اربعین با ۶.۹ میلیارد تومان در رتبه دوم قرار دارد.
۳. شب یلدا با ۶.۷ میلیارد تومان سومین مناسبت پرخرج است.
۴. عاشورا با ۵.۱ میلیارد تومان در جایگاه چهارم قرار دارد.
۵. ۲۲ بهمن با ۲.۴ میلیارد تومان پنجمین مناسبت از نظر حجم تراکنش‌هاست.
۶. روز پدر  با ۲.۳ میلیارد تومان در رتبه ششم قرار گرفته است.
۷. روز مادر  با ۲.۲ میلیارد تومان کمترین میزان تراکنش در میان مناسبت‌های بررسی‌شده را دارد.

## چشم‌انداز کلی فعالیت کاربران در خاورمیانه (MENA) در سال‌های 1402 الی 1404
با استناد به پژوهش صورت یافته توسط دانشگاه اورگن و گزارش منتشر شده:
منطقه MENA، پیشرو در استفاده از شبکه‌های اجتماعی در جهان است؛ درصد کاربران فعال شبکه‌ها در این منطقه به‌طور قابل توجهی از متوسط جهانی بالاتر است و مطابق گزارش‌های GlobalWebIndex و DataReportal، کاربران خاورمیانه در حدود ۳ ساعت و ۵ دقیقه در روز از شبکه‌های اجتماعی استفاده می‌کنند که از میانگین جهانی بیشتر است!
روند رشد فعالیت کاربران در خاورمیانه در فاصله ۱۴۰۲ تا ۱۴۰۴
- میانگین تعداد شبکه‌های اجتماعی مورد استفاده ماهانه توسط افراد ۱۶–۶۴ ساله به ترتیب:
  - امارات: ۸.۲ شبکه
  - عربستان: ۷.۹ شبکه
  - ترکیه: ۷.۶ شبکه
  - مصر: ۷.۲ شبکه   – که همگی بالاتر یا هم‌رده با میانگین جهانی ۷.۲ شبکه اجتماعی است!

تحلیل Sensor Tower از عملکرد Q1 2024 نشان می‌دهد:
- TikTok حدود ۳۱ میلیون کاربر فعال،
- Facebook حدود ۳۳ میلیون،
- Instagram حدود ۲۴ میلیون،
- X (توییتر) حدود ۱۴.۵ میلیون کاربر فعال در منطقه MENA داشته‌اند.

در ادامه گزارش دیتاک نیز آمده است که درصد نفوذ کاربران بزرگسال تیک‌تاک در اکثر کشورهای منطقه بالای ۷۰ درصد است! در حالی که درصد نفوذ این پلتفرم در ایران به ۱ درصد هم نمی‌رسد...
در گزارشی دیگر از VeraContent آمده است که نفوذ شبکه‌های اجتماعی تو کشورهایی مثل امارات (۱۰۰٪)، بحرین (۹۸.۷٪) و قطر (۹۶.۳٪) است. (در برابر ایران با ضریب نفوذ تقریبی 50%)
به گزارش gcpr طبق نتایج نظرسنجی YouGov در سال ۲۰۲۲، شبکه‌های اجتماعی محبوب‌ترین منبع دریافت خبر در میان کاربران سه کشور مصر، عربستان سعودی و امارات متحده عربی هستند. در امارات، ۷۶ درصد افراد ترجیح می‌دهند اخبار را از طریق شبکه‌های اجتماعی دریافت کنند، در مصر این رقم ۶۸ درصد و در عربستان ۶۱ درصد است. تلویزیون در مصر (۶۴٪) و عربستان (۶۳٪) هنوز جایگاه دوم را دارد، در حالی که در امارات کمتر مورد استفاده قرار می‌گیرد (۶۰٪). وب‌سایت‌ها نیز در امارات (۴۹٪) بیشتر از عربستان (۳۷٪) و مصر (۴۲٪) کاربرد دارند.
از نظر وسیله‌ای که برای دسترسی به اخبار آنلاین استفاده می‌شود، موبایل ابزار اصلی است. ۹۱ درصد از کاربران در مصر و عربستان، و ۹۵ درصد در امارات برای مطالعه خبر از گوشی همراه استفاده می‌کنند.
در مورد قالب محتوای خبری، فرمت ویدئویی در هر سه کشور بیشترین محبوبیت را دارد. ۶۸ درصد از کاربران در مصر، ۶۲ درصد در عربستان و ۶۷ درصد در امارات ترجیح می‌دهند اخبار را به صورت ویدئو ببینند. در امارات، علاقه به محتوای متنی کوتاه نیز بالا است (۶۵ درصد).

## اصطلاحات رایج در رسانه‌های اجتماعی
محتوا: محتوا هر چیزی است که در رسانه‌های اجتماعی پست می‌کنید که شامل: عکس، ویدئو، صدا، متن یا ترکیب آن‌ها؛ مثل یک متن، عکس در اینستاگرام یا یک ویدئو در یوتیوب است.
مفهوم: اگر محتوا پادشاه است، مفهوم خدا است! مثلاً ممکن است یک مطلب خیلی خوب ایجاد کنید ولی آن را در پلتفرم نامناسب قرار دهید؛ مثلاً ممکن است یک جمله جالب یا یک مطلب کوتاه داشته باشید و آن را در یک وبلاگ با هزاران مطلب قرار دهید. به احتمال زیاد این مطلب کوتاه در بین آن‌ها به چشم نخواهد آمد ولی اگر آن را در توییتر قرار دهید با استقبال بیشتری مواجه می‌شود زیرا توییتر بهترین پلتفرم برای اشتراک‌گذاری مطالب کوتاه، به خصوص متن‌های کوتاه می‌باشد.
فالو (دنبال کردن): اصطلاح فالو به معنی دنبال کردن است یعنی شما علاقه‌مندید پست‌ها و فعالیت‌های شخص خاصی را دنبال کنید. پس با فالو (follow) کردن (و پذیرش شما توسط او که اصطلاحاً اکسپت گفته می‌شود) شما می‌توانید از تمام فعالیت‌های و اشتراک گذاری و عقاید و نظرات اون آگاه شوید و با روزمرگی‌های فرد مورد علاقه خود همراه می‌شوید. از آخرین اتفاقاتی که به اشتراک می‌گذارید آگاه می‌شوید و با اون محتواها و پست ای او وارد تعامل شوید.
هشتگ‌ها: امروزه هشتگ‌ها تقریباً در اکثر رسانه‌های اجتماعی مثل: توییتر، فیس بوک، اینستاگرام، پینترست و … به کار برده می‌شوند. هشتگ‌ها در واقع برچسب‌هایی هستند که موضوع مطلب را مشخص می‌کنند و به وسیله آن‌ها محتوای شما راحت‌تر در رسانه‌های اجتماعی از طریق کاربران پیدا می‌شود.
اینسایت (Insight): بینشی عمیق و کاربردی که از دل داده‌ها یا رفتار مخاطب به‌دست می‌آید و به تصمیم‌گیری بهتر کمک می‌کند.
اینفلوئنسر: شخصی است که با تولید مستمر محتوا در رسانه‌های اجتماعی، بر نگرش، رفتار یا تصمیم‌های مخاطبان خود تأثیر می‌گذارد. برخلاف سلبریتی‌ها، اینفلوئنسرها معمولاً شهرت خود را از طریق حضور فعال در شبکه‌های اجتماعی به‌دست می‌آورند و نقش پررنگی در تبلیغات و بازاریابی دیجیتال دارند.
اینفلوئنسر مارکتینگ: روشی در بازاریابی که در آن برندها با افراد تأثیرگذار (اینفلوئنسرها) همکاری می‌کنند تا پیام، محصول یا خدمات خود را به مخاطبان آن‌ها معرفی و تبلیغ کنند.
بازدید محتوا یا ایمپرشن (Impression): تعداد دفعاتی که کاربران محتوایی را مشاهده کرده‌اند. مثلاً "۳ میلیون بازدید" یعنی محتوا سه میلیون بار دیده شده. حتی اگر یک کاربر چند بار آن را دیده باشد، هر بار یک ایمپرشن حساب می‌شود.
برند اورنس یا آگاهی از برند (Awareness): سطح شناخت و آشنایی مخاطبان با یک برند، محصول یا موضوع. در این گزارش، اورنس به تعداد بازدید محتوا و گفت‌وگوهایی که درباره یک موضوع یا برند منتشر شده اشاره دارد.
برندهای استارتاپی: برندهایی که متعلق به کسب‌وکارهای نوپا و مبتنی بر نوآوری‌اند و معمولاً با هدف رشد سریع و پاسخ به نیازهای جدید بازار شکل گرفته‌اند.
برندهای B2B (Business to Business): برندهایی که محصولات یا خدماتشان را به کسب‌وکارهای دیگر عرضه می‌کنند؛ مثل شرکت‌های نرم‌افزاری یا تأمین‌کنندگان عمده.
برندهای C2B (Consumer to Business): برندهایی که مستقیماً محصولات یا خدمات خود را به مشتری نهایی (مصرف‌کننده) می‌فروشند؛ مثل دیجی‌کالا یا اسنپ‌فود.
برندهای I2B (Individual to Business): برندهایی که محصولات یا خدمات خود را به افراد حقیقی با نیازها، ویژگی‌ها یا اهداف منحصربه‌فرد و خاص ارائه می‌دهند؛ مثل برخی پلتفرم‌های آموزشی یا اپلیکیشن‌های سلامت فردی.
بلاگر: فردی است که به‌صورت منظم و ساختاریافته درباره موضوعاتی مانند سفر، غذا، فناوری یا مد محتوا تولید می‌کند. تمرکز بلاگر بیشتر بر اشتراک‌گذاری تجربه‌های شخصی، تحلیل تخصصی یا آموزش است، نه صرفاً تبلیغ یا اثرگذاری مستقیم بر مخاطب.
پلتفرم‌های اجتماعی (Social Platforms): بسترها یا زیرساخت‌های دیجیتال آنلاین (مانند اپلیکیشن یا سایت) که امکانات فنی لازم را برای تولید، اشتراک‌گذاری و تعامل با محتوای کاربران فراهم می‌کنند؛ و اغلب پایه فنی رسانه‌ها یا شبکه‌های اجتماعی به‌حساب می‌آیند. پلتفرم می‌تواند فضای تعامل، ابزار تولید محتوا یا حتی بستر تبلیغات و کسب‌وکار باشد. مانند تیک‌تاک، تلگرام، یوتیوب، اینستاگرام و دیسکورد.
تحلیل احساسات (Sentiment Analysis): تکنیکی که با استفاده از هوش مصنوعی، مثبت یا منفی بودن احساس کاربران نسبت به موضوعی را مشخص می‌کند.
ترند (Trend): موضوع، هشتگ یا محتوایی که در یک بازه زمانی خاص مورد توجه و استفاده گسترده کاربران قرار می‌گیرد.
تایر اینفلوئنسرها (Influencer Tiers): دسته‌بندی اینفلوئنسرها بر اساس تعداد دنبال‌کننده‌ها در تیئرهای نانو، میکرو، مید، ماکرو و مگا؛ در برخی منابع این تقسیم‌بندی به‌جای پنج، در چهار سطح ارائه می‌شود.
دسترسی یکتا (Reach): تعداد منحصربه‌فرد کاربرانی که یک محتوا را دیده‌اند، صرف‌نظر از تعداد دفعات نمایش.
رسانه‌های اجتماعی (Social Media): ابزارها و کانال‌های آنلاین برای تولید، اشتراک‌گذاری یا تبادل محتوا میان کاربران. شامل شبکه‌های اجتماعی و انواع دیگر ابزارهای انتشار محتوا مانند یوتیوب، توییتر، وبلاگ، پادکست و کانال‌های تلگرام.
سلبریتی: فردی مشهور در حوزه‌ای خاص (هنر، ورزش، سیاست و...) که عمدتاً از طریق رسانه‌های سنتی شناخته شده و به‌واسطه جایگاه عمومی خود، معمولاً در شبکه‌های اجتماعی نیز دنبال‌کنندگان زیادی دارد.
سوشال لیسنینگ (Social Listening): فرآیند جمع‌آوری و تحلیل گفت‌وگوها و محتوای کاربران در شبکه‌های اجتماعی عمومی، برای درک ترندها، دغدغه‌ها، احساسات، نیازها و نظرات کاربران درباره برند، محصول یا موضوعی خاص.
سهم صدا (Share of Voice - SOV): سهم یک برند از تمام گفت‌وگوها یا محتوای منتشر شده در یک صنعت یا موضوع خاص نسبت به رقبا. این شاخص نشان می‌دهد برند چه میزان از توجه و مکالمات کلی را به خود اختصاص داده است.
سهم صدای شبکه‌های اجتماعی (Social Share of Voice - SSOV): سهم برند از مجموع مکالمات کاربران در شبکه‌های اجتماعی نسبت به رقبا. مشخص می‌کند که برند تا چه حد در گفت‌وگوهای کاربران حضور دارد.
کمپین: مجموعه‌ای از فعالیت‌های تبلیغاتی با هدف مشخص، مانند معرفی محصول، افزایش آگاهی از برند یا جذب مشتری.
محصولات FMCG (Fast-Moving Consumer Goods): FMCG یعنی Fast-Moving Consumer Goods، همون کالاهای مصرفی پرسرعت که مردم مرتباً می‌خرن و زودی مصرف می‌کنن. اگه چیزی می‌خری که عمرش کوتاهه و باید مدام باز خرید بشه، اون یه کالای FMCG محسوب می‌شه. مثلاً: بسته‌های چیپس  که تا چشم به هم بزنی، خالی شدن! تو بازار امروز ایران، که وضعیت تورم و رکود اقتصادی شدید شده، دونستن فرق FMCG، SMCG و CPG خیلی اهمیت داره چون میتونی بهتر روی طول عمر مشتری (LTV) و سرعت گردش پول (Cash Flow) حساب باز کنی.
محرک عاطفی (Emotional Trigger): به‌طور کلی به محرکی گفته می‌شود که بر اساس تجربیات قبلی فرد، واکنش‌های هیجانی را به‌صورت ناگهانی برمی‌انگیزد. این محرک‌ها در بازاریابی، تبلیغات یا ارتباطات برای تأثیرگذاری بیشتر بر مخاطب استفاده می‌شوند.
نرخ تعامل (Engagement): نسبت مجموع واکنش کاربران (لایک، کامنت، اشتراک‌گذاری و...) به تعداد کل مشاهده‌کنندگان یا دنبال‌کنندگان. معیاری برای سنجش جذابیت محتوا.
به گزارش آژانس اینستاگرام مارکتینگ عرفان، در ایران صبح‌های زود (معمولا 8 تا 10) یا بعدازظهر/غروب (7 تا 9 شب) نرخ تعامل بالاتری وجود داره.

## اینفلوئنسر مارکتینگ در جهان و ایران (2025 - 1404)
به نظر می‌رسه ۸۶٪ از بازاریاب‌های آمریکایی با اینفلوئنسرها همکاری می‌کنن و اینفلوئنسرهای نانو (nano-influencers) بیشترین سهم رو دارن و ۷۵.۹٪ از کاربران اینستاگرام رو تشکیل می‌دن. طبق آمار تعامل مصرف‌کننده‌ها با محتوای اینفلوئنسرها هنوز قویه؛ ۸۶٪شون حداقل سالی یک بار تحت تأثیر این محتوا خرید می‌کنن. امروز و در سال 2025، برندها به طور متوسط برای هر ۱ دلاری که تو کمپین‌های اینستاگرامی خرج می‌کنن، ۴.۱۲ دلار می‌فروشن! بازاریابی تأثیرگذار داره با سرعت زیادی رشد می‌کنه و پیش‌بینی شده که اندازه این بازار در سال ۲۰۲۵ به ۳۲.۵۵ میلیارد دلار برسه؛ این یعنی رشد ۳۵.۶۳ درصدی نسبت به سال ۲۰۲۴. هزینه جهانی تبلیغات در شبکه‌های اجتماعی هم قراره تا پایان سال به ۲۶۶.۹۲ میلیارد دلار برسه، که نشون می‌ده این حوزه چقدر داره اهمیت پیدا می‌کنه.
در منطقه خاورمیانه بیش از ۱۳.۲ میلیون نانو‌اینفلوئنسر در منطقه وجود دارد، که البته فقط درصد کوچکی از آن‌ها فعالانه استفاده می‌شوند. هزینه بازاریابی تأثیرگذار در منطقه MENA در سال ۲۰۲۴ حدود ۵۷۶ میلیون دلار بود و رشد سالانه حدود ۹.۳٪ تا ۸۹۷ میلیون دلار در ۲۰۲۹ پیش‌بینی می‌شود.

در مارکت جهانی نیز ۷۳٪ برندها ترجیح می‌دهند با میکرو و متوسط‌اینفلوئنسرها کار کنند، زیرا به نسبت هزینه، تعامل بالاتری دارند.
مجتبی ابوطالبی، مدیرعامل پلتفرم جریان در مصاحبه‌ای گفته است که: «تمایل و اقبال کسب‌وکارها و برندها به همکاری با اینفلوئنسرهای کم فالوورتر بیشتر شده است. عوامل مختلفی مانند بازدهی بیشتر این مدل تبلیغات، تکراری شدن اینفلوئنسرهای پرمخاطب و غیره باعث شده تا برندها به اینفلوئنسرهای کم فالوورتر نیز اقبال داشته باشند و احتمالاً این ترند و تمایل به کارکردن با این اینفلوئنسرها نیز در سال ۱۴۰۴ ادامه‌ یابد.».
اینفلوئنسر مجازی (Virtual influencer) پدیده جدیدی‌ست که صنعت تبلیغات دیجیتال را تحول خواهد کرد! اینفلوئنسرهای مجازی، یا همون اینفلوئنسرهای CGI، شخصیت‌های دیجیتالی هستن که با استفاده از کامپیوتر ساخته شدن و کاملاً شبیه به انسان‌ها طراحی شدن. این آواتارها با ویژگی‌ها و شخصیت‌های انسانی، دنیای دیجیتال مارکتینگ و بازاریابی در شبکه های اجتماعی رو متحول کردن. اینفلوئنسرهای مجازی مثل Lil Miquela، که نزدیک به ۳ میلیون فالوور تو اینستاگرام داره، به سرعت در حال جلب توجه مصرف‌کننده‌ها هستن. برندهای معروفی مثل Dior، Calvin Klein و BMW از این شخصیت‌های مجازی برای تبلیغات استفاده کردن و تونستن نتایج قابل‌توجهی بگیرن. با این حال، همچنان بیشتر از ۶۰ درصد نسل Z به اینفلوئنسرهای انسانی اعتماد دارن و از توصیه‌هاشون برای خرید استفاده می‌کنن.

## [۱۴]وب‌سایت‌های رسانه‌های اجتماعی
وب‌سایت‌های رسانه‌های اجتماعی به عنوان منبع تبلیغ دهان به دهان عمل می‌کنند. سایت‌های رسانه‌های اجتماعی و بلاگ‌ها به دنبال‌کنندگان اجازه می‌دهند کامنت‌های ایجاد شده توسط دیگران در رابطه با یک محصول تبلیغاتی را «دوباره پست» یا «دوباره توییت» کنند. با تکرار پیام، افرادی که با کاربر در ارتباط هستند قادر به دیدن آن پیام هستند؛ بنابراین این پیام به دست افراد بیشتری رسانده می‌شود؛ چون اطلاعات در رابطه با یک کالا پخش و این کار تکرار می‌شود، ترافیک بیشتری به سوی آن کالا یا کمپانی آورده می‌شود.
از طریق سایت‌های رسانه‌های اجتماعی، کمپانی‌های قادر به تعامل و برقراری ارتباط با تعقیب‌کنندگان فردی خود هستند. این تعامل شخصی می‌تواند کم‌کم حس وفاداری را در تعقیب‌کنندگان و مشتریان بالقوه ایجاد کند. همچنین، به واسطه انتخاب فردی که باید در این سایت‌ها مورد تعقیب قرار گیرد، کالاها می‌توانند به یک مخاطب هدف بسیار محدود دست پیدا کنند.
سایت‌های رسانه‌های اجتماعی همچنین مقدار وسیعی از اطلاعات در رابطه با کالاها و خدمات می‌باشند که مشتریان ممکن است به آن‌ها علاقه داشته باشند. از طریق تکنولوژی‌های جدید آنالیز مفهومی، بازاریابان می‌توانند سیگنال‌های خرید را، نظیر محتوای به اشتراک گذاشته شده توسط افراد و سوالات پست‌شده به صورت آنلاین، کشف کنند. درک سیگنال‌های خرید می‌تواند به تیم فروش کمک کند که مخاطبین هدف مناسب را مورد هدف قرار دهند و بازاریابان بتوانند کمپین‌های تبلیغاتی مرتبط را راه‌اندازی کنند. برای کمپانی‌ها برای یکپارچه‌سازی رسانه‌های اجتماعی در استراتژی‌های بازاریابی‌شان باید یک مدل بازاریابی ایجاد کنند. یک مدل بازاریابی شامل مراحل زیر می‌شود:
- انتخاب رسانه‌های اجتماعی بالقوه‌ای که می‌شود از آن‌ها استفاده کرد.
- تعیین یک برنامه مالی
- تعیین ساختار سازمانی برای مدیریت شبکه‌اجتماعی در بازار
- گزینش مخاطب هدف
- تبلیغ محصولات و خدمات
- بررسی میزان عملکرد

۷۶ درصد شرکت‌های تجاری، امروزه از بازاریابی توسط رسانه‌های اجتماعی استفاده می‌کنند. خرده‌فروشان تجاری افزایش ۱۳۳ درصدی در میزان درآمد خود به واسطه بازاریابی در رسانه‌های اجتماعی داشته‌اند.
این روزها رسانه‌های اجتماعی به خصوص اینستاگرام، به یک بستر مهم در میان شرکت‌های مختلف و کسب و کار برای بازاریابی تبدیل شده‌است. تعداد دنبال‌کننده‌ها و دیدگاه‌ها در مورد پست‌ها برای اکثر شرکت‌های تجاری در سراسر جهان اهمیت ویژه‌ای دارند؛ زیرا گاهی این تعداد به میزان موفقیت برای هر شرکت معنی می‌شود.

## روش منفعل
رسانه اجتماعی می‌تواند منبع مفیدی برای اطلاعات بازار و صدای مشتری باشد. بلاگ‌ها، ارتباطات محتوایی و انجمن‌ها پلتفرم‌هایی هستند که افراد در آن نظرات خود را به اشتراک می‌گذارند و برندها، محصولات و خدمات گوناگون را پیشنهاد می‌کنند. شرکت‌های تجاری قادر به آنالیز صدای مشتری که در رسانه اجتماعی ایجاد شده هستند تا از آن برای اهداف بازاریابی استفاده کنند. در این مقوله رسانه اجتماعی یک منبع ارزان در رابطه با اطلاعات بازار است که بازاریابان می‌توانند از آن برای دنبال کردن مشکلات و فرصت‌های بازار استفاده کنند. به عنوان مثال، اینترنت مملو از ویدیوها و تصاویری از تست خم‌کردن آیفون ۶ شد که در آن نشان داده شد این گوشی همراه معروف چطور تنها به وسیلهٔ دست خم می‌شود. به دنبال این امر مباحثی با کلمه‌ای به اصطلاح “bendgate” شکل گرفت؛ که اشاره به خم شدن آیفون در یک شلوار جین داشت و همین امر باعث گیجی در میان مشتریانی شد که ماه‌ها برای عرضه آخرین نسخه آیفون صبر کرده بودند. گرچه به دنبال این امر، کمپانی اپل در یک اظهار نظر اعلام کرد که این مشکل بسیار نادر بوده‌است و کمپانی چندین تدبیر برای محکم‌سازی گوشی اتخاذ کرده‌است. برخلاف روش‌های سنتی تحقیق بازار نظیر ارزیابی‌ها، گروه‌های متمرکز و داده‌کاوی که وقت‌گیر و هزینه‌بر هستند، امروزه بازاریابان از رسانه اجتماعی برای دریافت اطلاعات «زنده» در رابطه با رفتار مصرف‌کننده استفاده می‌کنند. این امر می‌توانید بی‌نهایت در ساختار بسیار پویای محیط تجارتی که ما در آن زندگی می‌کنیم، مفید باشد.

## روش فعال
رسانه اجتماعی را می‌توان به عنوان یک ابزار روابط عمومی و بازاریابی مستقیم و همچنین یک کانال برقراری ارتباط (با هدف قرار دادن مخاطبین خاص به همراه افرادی که از تبلیغات آن‌ها مخاطبین تأثیر می‌گیرند) و به عنوان ابزار درگیری با مشتری، به کار برد. چندین نمونه از شرکت‌ها وجود دارد که نوعی از گفتگوی آنلاین با توده عموم مردم را، برای برقراری ارتباط با مشتری، شروع کرده‌اند. طبق گفته کنستانتینیدس، لورنزو و Gómez Borja "روسای شرکت‌های تجاری، نظیر جاناتان شوارتز، رییس و مدیر ارشد اجرایی شرکت سان مایکروسیستمز، 
استیو جابز مدیر ارشد اجرایی شرکت اپل و نایب‌رئیس مک‌دونالد، باب لانگرت به‌طور منظم در بلاگ‌های خود پست‌هایی منتشر می‌کنند که به واسطه آن مشتریان را تشویق می‌کنند تا با آن‌ها تعامل داشته باشند و احساسات، ایده‌ها، پیشنهادها و انتقادات خود را در رابطه با پست‌ها، شرکت یا کمپانی آن‌ها، بیان کنند. استفاده از افرادی که بر مشتری تأثیر بگذارند (به عنوان مثال بلاگرهای محبوب) می‌تواند روشی بسیار مؤثر و از نظر هزینه، به صرفه برای عرضه محصولات یا سرویس‌های جدید باشد. نارندرا مودی، نخست‌وزیر فعلی کشور هند، بعد از رئیس‌جمهور پیشین‌ ایالات متحده آمریکا، یعنی باراک اوباما، بیشترین تعداد طرفدار را در فیس‌بوک با در اختیار داشتن ۲۱٫۸ میلیون طرفدار دارد و روز به روز این مقدار بیشتر می‌شود. او از پلتفرم‌های رسانه‌های اجتماعی برای برقراری ارتباط با جمعیت جوان و شهری هند استفاده کرده‌است که تعداد آن‌ها تخمین زده می‌شود به ۲۰۰ میلیون نفر برسد. 

## درگیری
در مقوله وب اجتماعی، درگیری به معنی این است که مشتریان و دست‌اندرکاران یک کمپانی، شرکت‌کننده هستند تا تماشاگر. رسانه اجتماعی در فعالیت تجاری به هر شخصی اجازه می‌دهد خودش را بیان کند و یک ایده یا نظر را در جایی در امتداد مسیر حرکت آن فعالیت تجاری به سمت بازار، به اشتراک بگذارد. هر مشتری سهیم به عضوی از سازمان بازاریابی شرکت تبدیل می‌شود، از این نظر که سایر مشتریان نظرات آن‌ها را می‌خوانند. فرایند درگیری، امری ضروری برای موفقیت بازاریابی در رسانه اجتماعی است.
با مطرح شدن بازاریابی با رسانه اجتماعی، خیلی زود قضیه جلب توجه مشتری بسیار مهم شد که در نهایت این امر می‌تواند منجر به خرید شود. مفاهیم جدید بازاریابی آنلاین، یعنی درگیری و وفاداری با هم ترکیب شد تا باعث شکل‌گیری سهیم بودن مشتری و کسب شهرت در بین مشتریان شود.
درگیری در رسانه اجتماعی به منظور یکی از بخش‌های مهم استراتژی رسانه اجتماعی به دو قسمت تقسیم می‌شود:
1. انتشار محتوا و گفتگوهای جالب و همچنین به اشتراک‌گذاری محتوا و اطلاعات با دیگران
2. ایجاد گفتگوهای واکنشی از طریق اظهار نظر و پیام‌دهی با استفاده از پاسخ دادن به افرادی که وارد پروفایل‌های رسانه اجتماعی شما می‌شوند یا سایر کاربران رسانه اجتماعی

رسانه سنتی به یک تعامل یک‌طرفه با مشتری محدود می‌شود که در آنجا اطلاعات خاصی به مشتری داده می‌شود. بدون وجود هرگونه مکانیسمی که بازخورد مشتری دریافت شود. به عبارت دیگر، رسانه اجتماعی، محیطی برای ایجاد مشارکت است که در آن مشتریان قادر به اشتراک‌گذاری نظرات خود در رابطه با برندها، محصولات و خدمات هستند. رسانه سنتی کنترل پیام را در اختیار بازاریاب قرار می‌دهد. در حالی که رسانه اجتماعی کنترل را به مصرف‌کننده می‌دهد.

## تکنیک‌های بازاریابی
بازاریابی با استفاده از رسانه اجتماعی شامل استفاده از رسانه‌های اجتماعی، فعالیت‌های آنلاین مصرف‌کننده در ارتباط با برند (COBRA) و تبلیغ دهان به دهان الکترونیکی (eWOM)، برای تبلیغات موفق به صورت آنلاین، می‌شود. رسانه‌های اجتماعی، نظیر فیسبوک و توییتر، اطلاعاتی را در رابطه با لایک‌ها و غیرلایک‌های مصرف‌کنندگان در اختیار تبلیغ‌دهنده می‌گذارند. چنین تکنیکی بسیار مؤثر است. از این نظر که مخاطب هدف را در اختیار شرکت‌های تجاری می‌گذارد. با استفاده از رسانه‌های اجتماعی، اطلاعات مرتبط با چیزهایی که کاربر دوست دارد در اختیار دست‌اندرکاران شرکت قرار می‌گیرد و آن‌ها طبق همین چیزها تبلیغات خود را انجام می‌دهند.
فعالیت‌هایی نظیر آپلود عکسی از کفش‌های ورزشی جدید شما در فیسبوک یک نوع COBRA به‌شمار می‌رود. یک نمونه از eWOM می‌تواند بررسی آنلاین یک هتل باشد؛ مسؤولان هتل بر اساس خدماتی که ارائه می‌دهند دو نوع بازخورد می‌توانند به وجود آورند. خدمات خوب منجر به یک نظر مثبت می‌شود که باعث تبلیغات رایگان هتل از طریق رسانه اجتماعی می‌شود و از طرف دیگر خدمات‌رسانی ضعیف منجر به نظر منفی مشتری می‌شود که به صورت بالقوه به شهرت هتل لطمه می‌رساند.

## نحوه استفاده بازاریابان از رسانه‌های اجتماعی
1. برنامه‌ریزی زمانی برای فعالیت منظم: ۵۸ درصد بازاریابان در هفته بیش از ۲۰ ساعت از وقت خود را صرف فعالیت در رسانه‌های اجتماعی می‌کنند.
2. تعیین هدف: قبل از شروع فعالیت باید هدف از فعالیت بازاریاب مشخص باشد؛ آیا فعالیت برای کسب ترافیک از سوی رسانه‌های اجتماعی به سوی وب‌سایت خاصی است؟ آیا فعالیت به منظور افزایش فروش است؟
3. استفاده از رسانه‌های اجتماعی به منظور فعالیت‌های تجاری B2B: برخی اعتقاد دارند فعالیت در رسانه‌های اجتماعی تنها کمک جذب مشتری نمی‌کند بلکه در زمینه تجارت B2B نیز مؤثر است.
4. تعیین رسانه مرتبط با فعالیت: یک بازاریاب موفق، قبل از شروع فعالیت رسانه اجتماعی که فکر می‌کند بیشتر در آن موفق می‌شود را انتخاب و فعالیت‌های خود را معطوف آن می‌سازد. این انتخاب براساس حوزه کاری او صورت می‌گیرد.

## مدل حاکم بر بازاریابی در رسانه‌های اجتماعی
برنامه بازاریابی رسانه‌های اجتماعی معمولاً استوار بر ایجاد محتوا مناسب برای جلب توجه خوانندگان است و در ادامه خوانندگان آن را در سرتاسر رسانه‌های اجتماعی خود به اشتراک بگذارند. تبلیغ دهان به دهان الکترونیکی (eWoM) به متن / بیانیه‌ای گفته می‌شود که توسط کاربران در مورد یک رویداد، محصول، خدمات و برند یا شرکت به هر روشی اینترنتی (به عنوان مثال، وب‌سایت‌ها، رسانه‌های اجتماعی، پیام‌های فوری و اخبار) به اشتراک گذاشته می‌شود.
چون پیام اصلی در مورد محصول و برند و … توسط یک فرد قابل‌اعتماد برای کاربر ارسال شده، پیام اصلی به راحتی از یک کاربر به کاربر منتقل شده و احتمالاً انتشار سریع آن با ابزارهای رسانه‌های اجتماعی زیاد می‌باشد. این گونه نتایج بازاریابی در رسانه‌های اجتماعی به دست می‌آید و در رسانه‌های پولی قابل استحصال نیست.

## تبلیغات رسانه‌های اجتماعی
تبلیغات رسانه‌های اجتماعی نوعی از تبلیغات اینترنتی است که بر سایت‌های رسانه‌های اجتماعی متمرکز است. یکی از مزایای اصلی تبلیغات در سایت رسانه‌های اجتماعی (به عنوان مثال فیسبوک، مای اسپیس، لینکدین و غیره) این است که علاوه بر کاربران انبوه این سایت‌ها، می‌توان از مزایای اطلاعات دسته‌بندی شده کاربران در این سایت‌ها استفاده نمود تا تبلیغات خود را متناسب با گروه‌های مختلف ارسال کرد.
بر اساس اطلاعات جمع‌آوری شده در رسانه‌های اجتماعی، شناسایی گروه هدف تبلیغات (کاربران) از بین گزینه‌های جغرافیایی، رفتاری، اجتماعی و… ممکن می‌باشد.

## قوانین بازاریابی در رسانه‌های اجتماعی
قانون شنیدن
رسیدن به موفقیت با رسانه‌های اجتماعی و بازاریابی محتوا مستلزم بیشتر گوش دادن و کمتر صحبت کردن است. خواندن مطالب آنلاین مخاطبان هدف خود و پیوستن به گفتگو با آن‌ها برای اینکه بدانید چه چیزی برای آن‌ها مهم است. تنها در این صورت است که می‌توانید با ایجاد یک جرقه کوچک در گفتگو، انگیزه طرفداران خود را برای صحبت کردن ایجاد کنید.

## قانون تمرکز کردن
بهتر است متخصص باشید تا اینکه اقیانوسی باشید به عمق ۱ سانتیمتر. هدف یک شبکه اجتماعی قدرتمند با تمرکز بالا و استراتژی بازاریابی حرفه‌ای محتوا، ایجاد یک برند قوی با فرصتی بهتر برای موفقیت است. این استراتژی گسترده قصد دارند همه مردم را تحت پوشش خدمات خود قرار دهد.

## قانون داشتن کیفیت
کیفیت از کمیت پیشی می‌گیرد. داشتن مشتریانی به تعداد ۱۰۰ نفر که به صورت آنلاین در حال خواندن، صحبت کردن و بحث و گفتگو دربارهٔ محصول شما با همدیگر هستند، بهتر است از ۱۰٬۰۰۰ نفر که هیچ نظری یا گپ و گفتگویی با هم ندارند و بلافاصله هم پس از اولین تماس ناپدید شوند.

## قانون صبور بودن
موفقیت در رسانه‌های اجتماعی و بازاریابی یک شبه اتفاق نمی‌افتد. شما برای به موفقیت رسیدن نیاز دارید در مسیرهای طولانی صبورانه و با پشتکار قدم بگذارید. فراموش نکنید هر مسیر طول و دراز با برداشتن یک قدم آغاز می‌شود.

## قانون متحد شدن
اگر شما تولیدکننده محتوای فوق‌العاده با کیفیت بالا هستید، مخاطبین آنلاین شما، محتوای شما را با مخاطبان خود در اینستاگرام ,فیس‌بوک , لینکدین، یا در صفحات خود به اشتراک خواهند گذاشت و این‌گونه با شما متحد خواهند شد.
این اشتراک‌گذاری و گفتگو می‌تواند دریچه‌ای جدید برای ورود موتورهای جستجو مانند گوگل پلاس برای پیدا کردن کلیدواژه‌ها فراهم کند. این اشتراک‌گذاری مانند دریچه‌های ورودی در موتورهای جستجو هستند که می‌تواند هزاران لینک برای یافتن شما برای مردم ایجاد کند.

## قانون اثرگذاری
پیدا کردن عوامل اثرگذار، مانند مخاطبان باکیفیت و به احتمال زیاد علاقه‌مند به محصولات شما، خدمات و کسب و کار شما نیازمند صرف وقت و اثرگذاری است. ایجاد رابطه‌ای قوی با افراد اثرگذار، مستلزم داشتن ارتباط مؤثر و کار کردن با مردم است.
اگر شما جایگاهی معتبر به عنوان یک مرکز اطلاع‌رسانی از اطلاعاتی بسیار مفید را کسب کرده‌اید، مخاطبین شما ممکن است این اطلاعات کاربردی را با دیگر طرفداران خود در رسانه‌های اجتماعی به اشتراک بگذارند؛ این کار می‌تواند کسب و کار شما را در خط مقدم ارتباطی با مخاطبان جدید بیشتری قرار دهد.

## قانون ارزشمندی
اگر شما تمام وقت خود را صرفاً به روی شبکه‌های اجتماعی (رسانه‌های اجتماعی) بگذارید تا محصولات و خدمات خود به‌طور مستقیم تبلیغ کنید، باید بدانید مردم دیگر به حرف شما اعتنایی نخواهند کرد. شما باید گفتگو با مخاطبین خود را با محتویات باارزشی همراه کنید. تمرکز بیشتر خود را در به وجود آوردن مطالب جذاب بگذارید تا تأثیر مطالب بر روابط شما با طرفداران شما بیشتر شود. در آن زمان، آن دسته از مردم را به یک عامل شتاب‌دهنده قدرتمند برای بازاریابی دهان به دهان برای کسب و کار خود تبدیل خواهید کرد.

## قانون تشکر و قدردانی
شما نمی‌خواهید کسی را که دور از دسترس شما و آنلاین است را نادیده بگیرید و از دست بدهید. روابط یکی از مهم‌ترین بخش‌های موفقیت در بازاریابی رسانه‌های اجتماعی است؛ بنابراین همیشه قدردان افرادی باشید که دور از دسترس شما هستند.

## قانون دسترسی
هرگز پس از انتشار مطالب بر روی سایت یا رسانه‌های اجتماعی خود ناپدید نشوید (از دسترس خارج نشوید). نزدیک و در دسترس مخاطبان و طرفداران خود باشید. این بدان معناست که شما احتیاج دارید به‌طور مداوم محتویات جدیدی را منتشر کنید یا در تعامل و گفتگو با مخاطبین و طرفداران خود باشد. طرفداران آنلاین شما همیشگی نیستند. اگر شما برای هفته‌ها یا ماه‌ها در دسترس نباشید آن‌ها دیگر به شما اعتماد نمی‌کنند و برای شما جایگزین انتخاب خواهند کرد.

## قانون معامله کردن
اگر شما محصول کسی را به اشتراک نمی‌گذارید یا دربارهٔ آن با کسی به گفتگو نمی‌نشینید، پس انتظاری نداشته باشید تا کسی برای شما همچین کاری کند؛ بنابراین باید تعامل و قانون معامله و تبادل اطلاعات و محتویات در رسانه‌های اجتماعی را به خوبی به سرانجام برسانید.